# Torkel den höge
Torkel den höge, Þorke(ti)ll inn hávi, jomsviking, nämnd som son till Strutharald i Skåne och bror till Sigvald Jarl, deltog i slaget vid Hjörungavåg 986 och slaget vid Svolder 1000. 1009 företog han med en stor flotta ett härnadståg till England och tilltvang sig 1011 en övermåttan stor summa i danagäld. 1012 trädde han dock med sina män i kung
Ethelreds tjänst och understödde honom 1013 i kampen mot Sven Tveskägg, men måste efter dennes död fly till Danmark. Han återvände som kung Knut den stores, (Sven Tveskäggs son), anhängare, deltog med utmärkelse i hans segertåg och blev 1017 jarl i Östangeln, men blev 1021 oense med Knut och måste fly till Danmark, där han dock senare en kort tid var hans jarl.
Torkel den höge är möjligen omnämnd på Orkestastenen, även kallad Yttergärdestenen, med signum U 344.